# Nyctalus plancyi
Nyctalus plancyi (Gerbe, 1880) è un pipistrello della famiglia dei Vespertilionidi diffuso in Cina e nelle Filippine.

## Descrizione

### Dimensioni
Pipistrello di medie dimensioni, con la lunghezza della testa e del corpo tra 65 e 75 mm, la lunghezza dell'avambraccio tra 47 e 50 mm, la lunghezza della coda tra 36 e 52 mm, la lunghezza del piede tra 10 e 11 mm, la lunghezza delle orecchie tra 15 e 18 mm.

### Aspetto
La pelliccia è lunga e si estende sulla superficie dorsale delle ali fino all'altezza dei polsi. Le parti dorsali sono brunastre con la base dei peli più scura, mentre le parti ventrali sono più chiare. Il muso è largo, dovuto alla presenza di due masse ghiandolari ai lati e con le narici proiettate in avanti e verso l'esterno, separate da un solco profondo. Le orecchie sono corte, triangolari, con l'estremità smussata e ben separate tra loro. Il trago è corto, largo e con l'estremità arrotondata curvata in avanti. La punta della lunga coda si estende leggermente oltre l'ampio uropatagio, il quale è ricoperto di peli alla base.

## Biologia

### Comportamento
Si rifugia negli edifici e talvolta nelle grotte, cavità degli alberi e fessure rocciose. Il volo è rapido ed alto. Entra in ibernazione alla prima metà di novembre.

### Alimentazione
Si nutre di insetti.

### Riproduzione
L'ovulazione avviene alla fine di marzo e gli inizi di aprile, seguita da una fertilizzazione ritardata che produce spesso due piccoli alla volta a fine giugno, dopo una gestazione di 50-60 giorni.

## Distribuzione e habitat
Questa specie è diffusa nella Cina centrale, orientale e sulle isole di Taiwan e di Luzon, nelle Filippine.
Vive nelle foreste muschiose, nelle città e nei villaggi.

## Tassonomia
Sono state riconosciute due sottospecie:
- N.p.plancyi: province cinesi di Pechino, Shandong, Henan, Shanxi, Shaanxi, Gansu, Liaoning e Jilin;
- N.p.velutinus (G. M. Allen, 1923): province cinesi di Fujian, Anhui, Jiangsu, Shanghai, Zhejiang, Jiangxi, Guangdong, Hong Kong, Guangxi, Hunan, Hubei, Guizhou, Yunnan, Sichuan e isola di Taiwan.

Recentemente tre individui sono stati catturati nelle zone montane dell'isola filippina di Luzon.

## Conservazione
La IUCN Red List, considerato il vasto areale, la popolazione presumibilmente numerosa e la presenza in diverse aree protette, classifica N.plancyi come specie a rischio minimo (Least Concern)).